# Yvonne Clark
Yvonne Y. Clark (născută Georgianna Yvonne Young; n. 13 aprilie 1929, Houston, Texas, SUA – d. 27 ianuarie 2019, Tennessee, SUA) a fost o pionieră pentru inginerii afro-americani și femei. Ea este prima femeie care a obținut o diplomă de licență în inginerie mecanică la Universitatea Howard. De asemenea, este prima femeie care a obținut o diplomă de master în managementul ingineriei  de la Universitatea Vanderbilt. În plus, a fost prima femeie care a fost membră a corpului didactic la Facultatea de Inginerie și Tehnologie de la Universitatea de Stat din Tennessee, iar apoi profesor emerit.

## Copilărie și educație
Clark s-a născut în 1929 în Houston, Texas și a crescut în Louisville, Kentucky. Tatăl ei, Dr. Coleman Milton Young, Jr. a fost un medic/chirurg și mama ei, Hortense Houston Young, a fost bibliotecară și jurnalistă la Louisville Defender. Fratele ei, C. Milton Young III, a devenit medic. Încă de copil era îndrăgostită de construirea și repararea a diverese lucruri, dar nu i s-a permis să urmeze cursuri de desen mecanic la școală pentru că era fată. A urmat un curs de aeronautică în liceu și s-a alăturat Civil Air Patrol a școlii, unde a învățat pentru a tragă cu arma și a luat lecții de zbor într-un simulator.
În 1945 a absolvit liceul la vârsta de 16 ani și și-a petrecut următorii doi ani studiind la Școala Latină de Fete din Boston. Clark apoi a devenit prima femeie care a obținut o diplomă în inginerie mecanică de la Universitatea Howard, unde a fost majoretă și singura femeie din clasa ei formată aproape în întregime din veterani întorși din Războiul Mondial. După ce a absolvit în 1951, a constatat că „piața locurilor de muncă în inginerie nu era foarte receptivă la femei, în special femeile de culoare”.
Clark a fost prima femeie afro-americană care a obținut o diplomă de master în Managementul Ingineriei de la Universitatea Vanderbilt în 1972, după ce a trimis primii studenți afro-americani la departamentul de inginerie. Teza sa se intitulează „Designing procedures for materials flow management in major rebuild projects in the glass industry” (în română, „Elaborarea procedurilor pentru gestiunea fluxului de materiale în proiecte majore de reconstrucție în industria sticlei”).

## Carieră
Primul loc de muncă al lui Clark după ce a obținut diploma de inginer a fost la Frankford Arsenal Gauge Lab, o fabrică de armament a armatei SUA în Philadelphia. S-a mutat apoi la o casă mică de discuri, RCA Camden, în New Jersey, unde a proiectat echipamente din fabrică. Clark s-a întors în sud pentru a se căsători și a devenit prima femeie membră a departamentului de inginerie mecanică la Universitatea de Stat din Tennessee, alăturându-se corpului didactic în 1956. A fost șefa departamentului de două ori, inițial din 1965 până în 1970 și apoi din 1977 pentru 11 ani. Ulterior s-a retras ca profesor.
Clark a ajutat la crearea capitolului Pi Tau Sigma din Universitatea de Stat din Tennessee, o societate de inginerie mecanică. A depus eforturi mari pentru a încuraja femeile să devină ingineri și a raportat în 1997 că 25% dintre studenții din departamentul ei erau femei.
Clark a lucrat pentru NASA, Westinghouse și Ford.

## Cercetare
Clark și-a petrecut multe veri la Frankford Arsenal cercetând arme fără recul. A petrecut și o vară la NASA în Huntsville, Alabama, unde a investigat motoarele Saturn V pentru puncte fierbinți. Apoi a petrecut o vară la NASA în Houston, ajutând la proiectarea containerelor folosite de Neil Armstrong pentru a aduce mostre lunare înapoi pe Pământ.
Începând cu anii 1990, cercetarea ei s-a concentrat pe agenți frigorifici. A fost investigator principal pentru proiectul de cercetare „Experimental Evaluation of the Performance of Alternative Refrigerants in Heat Pump Cycles”, finanțat de către Departamentul de Energie al lui Oak Ridge National Laboratory. Clark a fost lider al diviziei de studenți al proiectului finanțat de NASA la TSU numit Center for Automated Space Science.

## Viață personală
Yvonne s-a căsătorit cu William F. Clark Jr, profesor de biochimie la Meharry Medical College, în 1955. Soțul ei era originar din Raleigh, Carolina de Nord. Au avut un fiu în 1956 și o fiică în 1968. Fiica ei, Carol Lawson, i-a luat un interviu lui Clark pentru Societatea de Femei Ingineri în 2007. Yvonne Clark a decedat în casa ei din Nashville pe 27 ianuarie 2019.